# Línea 28 (EMT Madrid)
La línea 28 de la EMT de Madrid une la Puerta de Alcalá con el barrio de Canillejas (distrito de San Blas-Canillejas)

## Historia
La línea de autobuses 28 se creó el 9 de agosto de 1959 entre Cibeles y Ventas, por la calle Alcalá.
Cuatro meses más tarde, el 27 de diciembre, alargó su recorrido para sustituir la antigua línea 4 de tranvías. A partir de ese día los autobuses rebasaban la plaza de las Ventas para seguir por la carretera de Aragón (actual calle Alcalá) hasta el cruce de las calles Emilio Ferrari y Ascao.
Al principio de su existencia, la línea 28, con el itinerario Puerta de Alcalá - Parque de Canillejas tenía un recorrido más sinuoso por dentro del barrio de Ventas (Ciudad Lineal) entre la Avenida del Marqués de Corbera y la calle Ascao. En sentido Puerta de Alcalá circulaba por las calles Vital Aza, Lago Constanza, Avenida de Daroca y Santa Prisca y en sentido contrario por Santa Prisca, Avenida de Daroca, Lago Constanza, Servando Batanero, Esteban Collantes y Gutierre de Cetina.
En junio de 1968, la línea alargó su ruta hasta la calle Emilio Muñoz, donde estableció su cabecera. En octubre de 1973, el itinerario se prolongó hasta la plaza de Cronos, en el barrio de Simancas.
En 1976, se puso en marcha el ramal 328 ‘Plaza de la Independencia – La Elipa’, que funcionó hasta 1990. En junio de ese mismo año el itinerario creció hasta el Parque de Canillejas y la cabecera central se estableció en Plaza de la Independencia.
Tras la remodelación de la calle Francisco Villaespesa y el derribo de las infraviviendas que se asentaban en su entorno y la apertura de un vial de alta capacidad en su lugar, durante los años 1986 y 1994 se modificó el recorrido de la línea para hacerla circular en línea recta a través de toda esta calle entre la Avenida de Marqués de Corbera y la calle Ascao, suponiendo un ahorro considerable de tiempo y distancia. Además de esto, la denominación de Parque de Canillejas cambió por Barrio de Canillejas en 1996 sin cambiar la ubicación real de la cabecera.
Tiempo después, en 2007 la cabecera periférica de la línea se desplazó a la calle Esfinge para juntarla con la cabecera de la línea 48.

## Características
Es una línea radial, ya que conecta barrios periféricos del este de Madrid con el centro de la ciudad, si bien no llega al distrito Centro propiamente dicho. Concretamente, de todas las líneas de autobús que sirven al distrito de San Blas-Canillejas es la que más se acerca al centro de Madrid. Su recorrido es prácticamente rectilíneo salvo en su trazado por Canillejas.

### Frecuencias
| Lunes a viernes laborables |               |
| De 6:00 a 7:00             | 5-10 minutos  |
| De 7:00 a 20:00            | 4-8 minutos   |
| De 20:00 a 23:00           | 6-14 minutos  |
| Sábados laborables         |               |
| De 6:00 a 10:00            | 8-20 minutos  |
| De 10:00 a 21:00           | 8-10 minutos  |
| De 21:00 a 23:00           | 9-16 minutos  |
| Domingos y festivos        |               |
| De 7:00 a 10:00            | 10-20 minutos |
| De 10:00 a 21:00           | 10-15 minutos |
| De 21:00 a 23:00           | 12-20 minutos |

## Recorrido y paradas

### Sentido Barrio de Canillejas
La línea inicia su recorrido en la Plaza de la Independencia (Puerta de Alcalá), por la cual sale en sentido periferia por la calle de Alcalá, girando a la derecha poco después para tomar la calle de O'Donnell.
A la altura de Torrespaña, sale hacia la calle Alcalde Sainz de Baranda y su continuación, tras franquear la M-30 por un puente, la avenida del Marqués de Corbera, entrando a La Elipa. Al final de esta avenida, continúa recto por las calles de Francisco Villaespesa y Ascao.
A mitad de la calle Ascao, la línea gira a la derecha para circular por la calle de Luis Ruiz, que recorre hasta la calle Braulio Gutiérrez, girando a la izquierda para incorporarse a la misma.
Pasada la intersección con la calle de los Hermanos García Noblejas, sigue de frente por la calle de Emilio Muñoz, que recorre entera, al final de la cual continúa de frente por la calle de Cronos y, pasada la plaza de Cronos, gira a la derecha para incorporarse a la calle de Inocenta de Mesa.
Al pasar la intersección con la avenida de Canillejas a Vicálvaro, entra en el barrio de Canillejas de frente por la calle del Néctar. Dentro de este barrio, circula también por las calles de San Mariano, Canal del Bósforo y Esfinge, donde tiene su cabecera próxima a la intersección con la calle San Faustino.
| Código | Parada                                | Común con               | Conexiones con Metro | Otros |
| ------ | ------------------------------------- | ----------------------- | -------------------- | ----- |
| 163    | PUERTA DE ALCALÁ                      |                         | Retiro               |       |
| 174    | Alcalá-Retiro                         | 2 20                    |                      |       |
| 3686   | O'Donnell-Retiro                      | 2                       |                      |       |
| 157    | O'Donnell-Narváez                     | 2                       |                      |       |
| 155    | O'Donnell-Maiquez                     |                         |                      |       |
| 153    | Metro O'Donnell                       | E2 E3 Exprés Aeropuerto | O'Donnell            |       |
| 950    | O'Donnell-Sainz de Baranda            | 71                      |                      |       |
| 2168   | Torrespaña                            | 15 71                   |                      |       |
| 958    | Marqués de Corbera-Ricardo Ortiz      | 15 110 210              |                      |       |
| 960    | Marqués de Corbera-Montejurra         | 15 110 210              |                      |       |
| 962    | Marqués de Corbera-Gerardo Cordón     | 15 110 210              |                      |       |
| 2495   | Metro La Elipa                        |                         | La Elipa             |       |
| 966    | Marqués de Corbera-Avenida de Daroca  | 113                     |                      |       |
| 968    | Francisco Villaespesa-Lago Constanza  |                         |                      |       |
| 970    | Francisco Villaespesa-Ezequiel Solana |                         |                      |       |
| 4462   | Ascao                                 | 109                     | Ascao                |       |
| 974    | Ascao-Luis Ruiz                       |                         |                      |       |
| 976    | Luis Ruiz                             |                         |                      |       |
| 977    | Braulio Gutiérrez                     |                         |                      |       |
| 978    | Metro García Noblejas                 | 286 288 289             | García Noblejas      |       |
| 980    | Emilio Muñoz-Santa Leonor             | 286 288 289             |                      |       |
| 982    | Emilio Muñoz-Alfonso Gómez            | 286 288 289             |                      |       |
| 984    | Emilio Muñoz-Miguel Yuste             | 286 288 289             |                      |       |
| 986    | Cronos-San Romualdo                   | 153                     |                      |       |
| 5155   | Plaza de Cronos                       | 153                     |                      |       |
| 990    | Avenida de Canillejas-Néctar          |                         |                      |       |
| 4046   | San Mariano-Néctar                    |                         |                      |       |
| 4047   | San Mariano-Canal del Bósforo         |                         |                      |       |
| 3943   | Esfinge-Canal del Bósforo             |                         |                      |       |
| 3944   | BARRIO CANILLEJAS (C/ Esfinge, 76)    | 48                      |                      |       |

### Sentido Puerta de Alcalá
El recorrido de ida es igual al de vuelta pero en sentido contrario con dos salvedades:
- En el barrio de Canillejas circula por las calles Fenelón y Lucano en lugar de Canal del Bósforo.
- Al pasar por el barrio de Pueblo Nuevo, donde circula por la calle de los Hermanos García Noblejas y la calle Ascao en lugar de las calles Luis Ruiz y Braulio Gutiérrez.

| Código | Parada                                | Común con   | Conexiones con Metro | Otros |
| ------ | ------------------------------------- | ----------- | -------------------- | ----- |
| 3944   | BARRIO CANILLEJAS (C/ Esfinge, 76)    | 48          |                      |       |
| 3945   | Fenelón-Las Musas                     | 48          |                      |       |
| 3941   | Lucano-Fenelón                        | 48 140      |                      |       |
| 3942   | Lucano-Canal del Bósforo              | 48 140      |                      |       |
| 993    | San Mariano-Néctar                    | 48          |                      |       |
| 991    | Avenida de Canillejas-Néctar          |             |                      |       |
| 989    | Plaza de Cronos                       | 153         |                      |       |
| 987    | Cronos-San Romualdo                   | 153         |                      |       |
| 985    | Emilio Muñoz-Miguel Yuste             | 286 288 289 |                      |       |
| 983    | Emilio Muñoz-Alfonso Gómez            | 286 288 289 |                      |       |
| 981    | Emilio Muñoz-Santa Leonor             | 286 288 289 |                      |       |
| 979    | Metro García Noblejas                 | 286 288 289 | García Noblejas      |       |
| 999    | Ascao-Julián Camarillo                |             |                      |       |
| 975    | Ascao-Luis Ruiz                       |             |                      |       |
| 5510   | Ascao                                 | 109         | Ascao                |       |
| 971    | Francisco Villaespesa-Ezequiel Solana |             |                      |       |
| 969    | Francisco Villaespesa-Lago Constanza  |             |                      |       |
| 967    | Francisco Villaespesa-Hermanos Gómez  | 113         |                      |       |
| 965    | Metro La Elipa                        | 15 110 210  | La Elipa             |       |
| 963    | Marqués de Corbera-Gerardo Cordón     | 15 110 210  |                      |       |
| 961    | Marqués de Corbera-Montejurra         | 15 110 210  |                      |       |
| 959    | Marqués de Corbera-Ricardo Ortiz      | 15 110 210  |                      |       |
| 2169   | Torrespaña                            | 15 71       |                      |       |
| 4656   | O'Donnell-Colonia Iturbe              | 71          |                      |       |
| 152    | Doctor Esquerdo-O'Donnell             |             | O'Donnell            |       |
| 154    | O'Donnell-Maiquez                     |             |                      |       |
| 156    | O'Donnell-Narváez                     | 2           |                      |       |
| 158    | O'Donnell-Retiro                      | 2 20        |                      |       |
| 163    | PUERTA DE ALCALÁ                      |             | Retiro               |       |

## Galería de imágenes

Mapa zonal de la estación de metro de Ascao con los recorridos de las líneas de autobuses, entre las que aparece el 28.